# Ожехув (Західнопоморське воєводство)
Ожехув (пол. Orzechów, нім. Wrechow) — село в Польщі, у гміні Цединя Грифінського повіту Західнопоморського воєводства.
Населення — 129 осіб (2011).
У 1975-1998 роках село належало до Щецинського воєводства.

## Демографія
Демографічна структура станом на 31 березня 2011 року:
|          | Загалом | Допрацездатний вік | Працездатний вік | Постпрацездатний вік |
| -------- | ------- | ------------------ | ---------------- | -------------------- |
| Чоловіки | 64      | 15                 | 43               | 6                    |
| Жінки    | 65      | 19                 | 32               | 14                   |
| Разом    | 129     | 34                 | 75               | 20                   |